# Сквирський повіт
Сквирський повіт — адміністративно-територіальна одиниця Київської губернії Російської імперії. Утворений в 1795 році спочатку у складі Брацлавської губернії, а з 1797 року Київської. Повітовий центр — місто Сквира. Ліквідований у 1923 році. Територія Сквирського повіту увійшла до Білоцерківської та Бердичівської округ.
Повіт був розташований в західній частині губернії і з заходу межував з Житомирським повітом Волинської губернії і Бердичівським повітом, з півночі з Радомишльським і Київським, на сході з Васильківським, на півдні з Таращанським повітами Київської губернії. Площа повіту становила 3270,1 верст² (близько 3 700 км²).
Згідно з переписом населення Російської імперії 1897 року в повіті проживало 251 257 чоловік. З них 83,52 % — українці, 12,54 % — євреї, 1,26 % — росіяни, 2,45 % — поляки, 0,11 — німці.
У повіті було 163 населених пункти, в тому числі 10 містечок, 100 сіл, 52 селища і 1 місто. 9 населених пунктів мали понад 3000 жителів, 18 — понад 2000, 23 — понад 1500, 46 — понад 1000, 36 — понад 500, 32 — менше 500 чоловік.

## Адміністративний поділ (1921)
1. місто Сквира, з передмістями Власенкові хутори, Довгалівка, Куликівка, Раднянівка, Слобідка, Чорний Ліс, Ярки.
2. Антонівська волость
3. Бабинецька волость
4. Бровківська волость
5. Верхівнянська волость
6. Володарська волость
7. Горобіївська волость
8. Корнинська волость
9. Лучинська волость
10. Паволоцька волость
11. Пархомівська волость
12. Попільнянська волость
13. Романівська волость
14. Ружинська волость
15. Топорівська волость
16. Ходорківська волость
17. Чубинецька волость

## Маршалки повіту
Маршалками шляхти Сквирського повіту були:
- Каєтан Проскура-Сущанський (1807)
- Олександр Підгорський (1809-1812)
- Станіслав Залеський гербу Любич (1812-1817)
- Теодор Ромуальдович Рильський 1823
- Петро Іванович Хоєцький
- Розеслав-Карл-Теодор-Ян Рильський
- Віктор Страшинський
- Михайловський 1832
- Леопольд Валентієвич (Вікентійович) Абрамович (1856-1857)
- Генріх Вікторович Страшинський (1858-1859)
- Діонісій Петрович Лоскевич  1864
- Микола Миколайович Араєвський  1865
- Олександр Миколайович Александрович 1878
- Микола Миколайович Араєвський  (1886-1888)
- Олександр Федорович Трепов 1889
- вакансія 1890
- Михайло Антонович Пфейфер (1891-1897)
- Сергій Миколайович Кучинський 1898
- князь Микола Миколайович Сайн-Вітгенштейн (1899-1906)
- вакансія 1907
- Алдр. Андр. Вишневський 1908
- Микола Федорович Стародубцев 1909
- граф Всеволод Михайлович Стенбок (1910-1911)
- Костянтин Як. Ільяшенко (1912-1913)
- князь Петро Іванович Ратієв (1914-1915)

## Ліквідація повіту
У 1923 році в УСРР було проведено районування і скасовано повітовий та волосний поділ. Територія Сквирського повіту увійшла до Білоцерківської та Бердичівської округ.